# 장경태
장경태(張耿態, 1983년 10월 12일~)는 대한민국의 정치인이다. 제21·22대 국회의원이자 더불어민주당 서울특별시당 위원장이다.

## 학력
- 순천중앙국민학교 졸업
- 순천이수중학교 졸업
- 순천고등학교 졸업
- 서울시립대학교 정경대학 행정학 학사
- 연세대학교 대학원 정치학 석사
- 성균관대학교 국정전문대학원 행정학 박사과정 수료

## 경력
- 2006년: 국회의원실 정책비서
- 2006년: 열린우리당 대학생정책자문단 제1기 부단장, 대변인
- 2007년: 중앙일보 시민사회연구소 제3기 대학생 NGO 기자단
- 2008년: 서울시립대학교 제44대 총학생회 회장
- 2008년: 민주당 중앙위원
- 2008년: 제118차 IPU(국제의회연맹) 총회 한국대표단
- 2008년: 민주당 대학생특별위원회 위원장
- 2008년: 서울지역 대학생 교육대책위원회 공동대표
- 제2대 한국여성유권자 청년연맹 회장
- 2009년: 김대중 전 대통령 장의위원회 장의위원
- 2010년: 한국청년유권자연맹 운영위원
- 2010년: 민주당 전당대회 중앙선거관리위원회 위원
- 2012년: 민주통합당 전국청년위원회 부위원장
- 2013년: 매니페스토청년협동조합 대표
- 2014년: 새정치민주연합 전국청년위원회 수석청년대변인
- 2014년: 새정치민주연합 중앙당 부대변인
- 2014년: 서울특별시 주민참여예산위원회 운영위원
- 2015년 3월: 새정치민주연합 서울특별시당 대변인
- 2015년 12월: 더불어민주당 서울특별시당 대변인
- 2017년 9월: 민주연구원 청년정책연구소 부소장
- 2017년 11월: 더불어민주당 전국청년위원회 수석부위원장
- 2018년 4월: 더불어민주당 부대변인
- 2018년 10월: 더불어민주당 예산결산위원회 위원
- 2018년 10월~2020년 8월: 더불어민주당 전국청년위원회 위원장
- 2019년 1월: 더불어민주당 조직강화특별위원회 위원
- 2019년 2월: 더불어민주당 공직선거후보자추천관리위원회 위원
- 2019년 3월: 민족화해협력범국민협의회 청년미래위원회 위원장
- 2019년 10월: 대통령직속 국가균형발전위원회 국민소통 특별위원
- 2019년 11월~2020년 4월: 제21대 국회의원 선거 더불어민주당 총선기획단 위원
- 2019년 12월: UN해비타트 한국위원회 전문위원
- 2020년 4월 15일: 대한민국 제21대 국회의원 선거 당선(서울 동대문구 을, 더불어민주당, 초선)
- 2020년 5월~: 더불어민주당 서울특별시당 동대문구 을 지역위원회 위원장
- 2020년 10월~2022년 11월: 더불어민주당 전국청년위원회 위원장
- 2020년 11월~: 더불어민주당 미래주거추진단 위원
- 2020년 11월~2021년 4월: 2021년 재보궐선거 선거기획단 위원
- 2020년 11월~: 더불어민주당 소확행특별위원회 위원
- 2020년 11월~2021년 2월: 더불어민주당 청년태스크포스 부단장
- 2021년 1월~: 더불어민주당 필수노동자 보호TF 위원
- 2021년 2월~: 더불어민주당 부산지역 정 관 경 토착비리 조사 특별위원회 간사
- 2021년 4월~2022년 3월: 더불어민주당 원내부대표
- 2022년 8월~2024년 7월: 더불어민주당 최고위원
- 2022년 11월~2023년 6월: 더불어민주당 정치혁신위원장
- 2024년 4월 10일: 대한민국 제22대 국회의원 선거 당선(서울 동대문구 을, 더불어민주당, 재선)
- 2024년 8월~: 더불어민주당 서울특별시당 위원장
- 2025년 8월~: 더불어민주당 당원주권정당특별위원회 위원장

### 의정활동
- 2020년 5월 30일~2024년 5월 29일: 제21대 국회의원(서울 동대문구 을, 더불어민주당, 초선)
  - 2020년 6월~2021년 7월: 제21대 국회 전반기 국토교통위원회 위원
  - 2020년 7월~2024년 5월: 국회 문화콘텐츠포럼 대표의원
  - 2020년 12월~2021년 8월: 제21대 국회 전반기 여성가족위원회 위원
  - 2021년 4월~2022년 5월: 제21대 국회 전반기 국회운영위원회 위원
  - 2021년 7월~2021년 8월: 제21대 국회 전반기 기획재정위원회 위원
  - 2021년 8월~2022년 5월: 제21대 국회 전반기 국토교통위원회 위원
  - 2021년 9월~2022년 5월: 제21대 국회 전반기 여성가족위원회 위원
  - 2021년 12월~2022년 6월: 제21대 국회 정치개혁 특별위원회 위원
  - 2022년 7월~2024년 5월: 제21대 국회 후반기 과학기술정보방송통신위원회 위원
  - 2022년 7월~2024년 5월: 제21대 국회 후반기 여성가족위원회 위원
  - 2022년 7월~2023년 5월: 제21대 국회 후반기 예산결산특별위원회 위원
  - 2023년 10월~2024년 5월: 제21대 국회 후반기 국회운영위원회 위원
- 2024년 5월 30일~: 제22대 국회의원(서울 동대문구 을, 더불어민주당, 재선)
  - 2024년 6월~2025년 4월: 제22대 국회 전반기 법제사법위원회 위원
  - 2024년 11월~2025년 6월: 제22대 국회 전반기 예산결산특별위원회 위원
  - 2024년 12월~: 제22대 국회 순직 해병 수사 방해 및 사건 은폐 등의 진상규명을 위한 국정조사 특별위원회 위원
  - 2025년 3월~: 제22대 국회 2025 아시아태평양경제협력체(APEC) 정상회의 지원 특별위원회 위원
  - 2025년 4월~2025년 4월: 제22대 국회 전반기 기획재정위원회 위원
  - 2025년 4월~: 제22대 국회 전반기 법제사법위원회 위원

## 역대 선거 결과
|  | 40.99% |

|  | 25.54% |

|  | 54.54% |

|  | 54.62% |

## 소속 정당
| 소속 정당 | 소속 정당      | 소속 기간 | 비고      |
| --------- | -------------- | --------- | --------- |
|           | 열린우리당     | 2006~2007 | 정계 입문 |
|           | 대통합민주신당 | 2007~2008 | 합당      |
|           | 통합민주당     | 2008      | 합당      |
|           | 민주당         | 2008~2011 | 당명 변경 |
|           | 민주통합당     | 2011~2013 | 합당      |
|           | 민주당         | 2013~2014 | 당명 변경 |
|           | 새정치민주연합 | 2014~2015 | 합당      |
|           | 더불어민주당   | 2015~현재 | 당명 변경 |

## 같이 보기
- 동대문구 을
- 서울 동대문구의 국회의원